# Pastor Angelicus

Pastor Angelicus est un film documentaire italien réalisé par Romolo Marcellini et Luis Trenker (non crédité) en 1942,. Le documentaire est librement consultable. 

## Synopsis
La vie publique et privée du pape Pie XII.

## Fiche technique
- Réalisation : Romolo Marcellini et Luis Trenker (non crédité)
- Genre : Documentaire
- Durée : 70 minutes
- Date de sortie : 1942

## Autour du film
- Le titre provient de la prophétie de saint Malachie qui attribue au 422e pape la devise « Pastor Angelicus »[4].
- Des extraits de Pastor Angelicus ont été montés dans le documentaire Pie XII, le Vatican et Hitler réalisé par Luigi Maria Perotti et Mollica Lucio.